# Корнилов, Вадим Алексеевич
Вадим Алексеевич Корнилов (1937—1993) — советский и российский учёный-медик, хирург и анестезиолог-реаниматолог, организатор здравоохранения и медицинской науки, доктор медицинских наук (1979), профессор (1988), полковник медицинской службы (1979). Лауреат Государственной премии СССР (1989).

## Биография
Родился 22 июня 1937 года в городе Ленинграде в семье служащих.
С 1956 по 1961 год обучался в Военно-медицинской академии имени С. М. Кирова; обучаясь в академии, одновременно работал в научном секторе кафедры военно-полевой хирургии. С 1961 по 1967 год — военный врач отдельного медицинского батальона и ординатор хирургического отделения главного военного госпиталя Группы советских войск в Германии, ученик профессора В. А. Долинина.
С 1967 по 1970 год обучался в адъюнктуре по кафедре военно-полевой хирургии Военно-медицинской академии имени С. М. Кирова, с 1968 по 1977 год — преподаватель, с 1977 по 1979 год — старший преподаватель, с 1979 года — доцент и начальник отделения плановой хирургии клиники кафедры военно-полевой хирургии, с 1988 года — профессор кафедры военно-полевой хирургии Военно-медицинской академии имени С. М. Кирова.
Помимо основной деятельности в 1970 году в составе военного отряда врачей Министерства обороны СССР был участником оказания помощи пострадавшем землетрясения в Перу, с 1973 года был участником оказания хирургической помощи раненым в арабо-израильской войне, с 1980 года участвовал в оказании помощи пострадавшим при землетрясении в Алжире, с 1980 года в качестве хирурга-консультанта являлся организатором оказания помощи раненым в период Советско-афганской войны. С 1974 по 1980 год — ведущий хирург Прибалтийского военного округа, с 1980 по 1986 год — главный хирург Туркестанского военного округа, с 1986 по 1991 год — главный хирург Дальневосточного военного округа.
В 1972 году В. А. Корнилов защитил диссертацию на соискание учёной степени кандидата медицинских наук по теме «Хирургическая тактика и техника при повреждениях кровеносных магистралей применительно к этапному лечению раненых», а в 1979 году — диссертацию на соискание учёной степени доктора медицинских наук по теме «Повреждения магистральных сосудов: клиника, диагностика, лечение». В 1988 году В. А. Корнилову было присвоено учёное звание профессора. В 1979 году Приказом Министра обороны СССР В. А. Корнилову было присвоено воинское звание полковника медицинской службы.
В 1989 году Постановлением ЦК КПСС и Совета Министров СССР «За цикл работ по проблеме восстановительных операций при повреждениях сосудов» Вадим Алексеевич Корнилов был удостоен Государственной премии СССР.
В. А. Корнилов являлся одним из основоположников школы учения о сосудистой травматологии, он являлся автором классификации ишемических расстройств при повреждениях магистральных сосудов. Основная педагогическая и научно-методическая деятельность В. А. Корнилова была связана с вопросами в области хирургического лечения и интенсивной терапии при тяжёлых повреждениях и ранениях различной локализации, травм кровеносных сосудов и военно-полевой хирургии. В. А. Корнилов являлся автором свыше 105 научных работ.
Скончался 22 апреля 1993 года в Санкт-Петербурге, похоронен на Богословском кладбище.

## Награды

### Премии
- Государственная премия СССР (1989)